# Terca vida
Terca vida és una pel·lícula de comèdia agredolça de caràcter neorealista espanyola dirigida el 2000 per Fernando Huertas, que entronca amb el cinema costumista i murri espanyol. És una pel·lícula en la qual els seus protagonistes lluiten per sobreviure i en aquesta baralla afloren els seus egoismes, bondats, misèries.... Són personatges entranyables que tracten d'aconseguir, amb enginy i humor, les seves il·lusions i canviar la destinació de la "tossuda vida" que els ha tocat viure.

## Argument
Al bar de Julia es reuneix un grup de "perdedors" que es guanyen la vida, venent entrepans en la rodalia dels camps de futbol, fent nyaps o fent tripijocs amb qualsevol cosa per a sobreviure. Un d'ells, Juan, fa travesses de múltiples apostes i totes les setmanes encerta i "aconsegueix" grans quantitats de diners, però de res li serveix perquè no aposta, ja que necessitaria gairebé milió i mig de pessetes per a fer-ho. A un d'ells, Paco, se li ocorre que l'única solució per a posar fi a la precària situació en la qual viuen, seria jugar una d'aquestes travesses i així li ho proposa als seus "col·legues". Una vegada convençuts, no escatimaran esforços per a aconseguir els diners. Vendran o obstinessin el poc que tenen, manllevaran i fins i tot robaran. En aquesta travessa es juguen tot; les seves vides, les seves il·lusions, la possibilitat d'aconseguir la felicitat, i al final tot dependrà d'un resultat de difícil pronòstic, el F. C. Barcelona-Villareal CF, el líder de la lliga contra el cuer, David contra Goliat.

## Repartiment
- Santiago Ramos...	Paco
- Manuel Alexandre...	Andrés
- Luisa Martín...	Julia
- Jorge Bosch Domínguez...	Ángel
- Juan Jesús Valverde...	Juan
- Pilar Barrera...	Pilar
- Encarna Paso... Vicky
- Lola Dueñas	...	Estela
- Clara Lago...	Bea (veu)
- Arantxa de Juan	...	Jacinta
- Nuria Mencía	...	Ana
- Alfonso Vallejo ...	Fulgencio

## Premis
- Festival de Cinema Iberoamericà de Huelva 2000. COLÓN D'OR a la millor pel·lícula, per votació popular. CARAVEL·LA DE PLATA a la millor Opera Prima.
- XV Premis Goya: Luisa Martín nominada al Goya a la millor actriu revelació.[3]